# Carl Liman
Christian Leopold Carl Liman (auch: Karl Liman; * 16. Februar 1818 in Berlin; † 22. November 1891 ebenda) war ein deutscher Rechtsmediziner.

## Leben
Carl Liman war der Sohn des Bankiers Christian Leopold Liman (1784–1833), der 1817 Wilhelmine Adelheid Casper († 22. Dezember 1829) geheiratet hatte. In zweiter Ehe heiratete sein Vater die Schwester seiner Mutter Henriette Adelheid Emilie Casper (* 19. Juli 1802; † 4. September 1866). Beide Ehefrauen waren Töchter des Johann Joachim Casper, vormals Casper Jochen (1770–1803) und der Adelheid, vormals Edel (gest. 1804), geb. Leffmann.
Carl Liman hatte unter anderem eine Stiefschwester Marie Wilhelmine Theodore (1833–1905), die am 21. Juli 1867 in Berlin den Offizier Julius Karl Heinrich von Schkopp (1830–1882) heiratete. Sein Onkel war der Mediziner Johann Ludwig Casper (1796–1864).
Liman studierte in Bonn, Heidelberg, Halle und Berlin. 1842 wurde er promoviert. Er arbeitete zunächst seit 1846 als Arzt und war seit 1861 Privatdozent der gerichtlichen Medizin. Liman war seit 1865 Professor der gerichtlichen Medizin und Staatsarzneikunde in Berlin. Er wurde zum Geheimen Medizinalrat ernannt.
Er war Eigentümer des Hauses Königgrätzer Str. 46a in Berlin und verstarb 1891. Am 25. November 1891 wurde er begraben.

## Schriften (Auswahl)
- Zweifelhafte Geisteszustände vor Gericht (1869).
- Practisches Handbuch der gerichtlichen Medicin, 2 Bände (Band 1: Biologischer Theil, Band 2: Thanatologischer Theil; 1. bis 4. Auflage: Johann Ludwig Casper, Berlin 1856–1864, 9. Auflage: Adolf Schmidtmann, Berlin 1905–1907)
  - 5. Aufl., Neu bearbeitet und vermehrt von Carl Liman, August Hirschwald, Berlin 1871 (1. Band, Kopie; 2. Band, Kopie)
  - 6. Aufl. Johann Ludwig Casper's Handbuch der Gerichtlichen Medicin, August Hirschwald, Berlin 1876 (1. Band, 2. Band)
  - 7. Aufl. Johann Ludwig Casper's Handbuch der Gerichtlichen Medicin, August Hirschwald, Berlin 1881 (1. Band, Kopie, 2. Band)
  - 8. Aufl. Johann Ludwig Casper's Handbuch der Gerichtlichen Medicin, Berlin 1889